# Program New Frontiers
Program New Frontiers (česky Nové hranice) je výzkumný program NASA řady středně drahých (náklady nepřekračující 700 milionů USD), vysoce vědecky zaměřených vesmírných misí. Program je pokračovatelem velmi úspěšného programu Discovery.

## Probíhající mise

### New Horizons
New Horizons je mise k Plutu, která odstartovala 19. ledna 2006 a je na cestě k svému cíli. Po gravitačním manévru u Jupiteru v únoru 2007 se sonda vydala k Plutu. Sonda proletěla kolem Pluta 14. července 2015 ve vzdálenosti 12500 km od jeho povrchu. Mezi rokem 2015 a 2020 bude zkoumat další jeden či dva objekty z Kuiperova pásu.

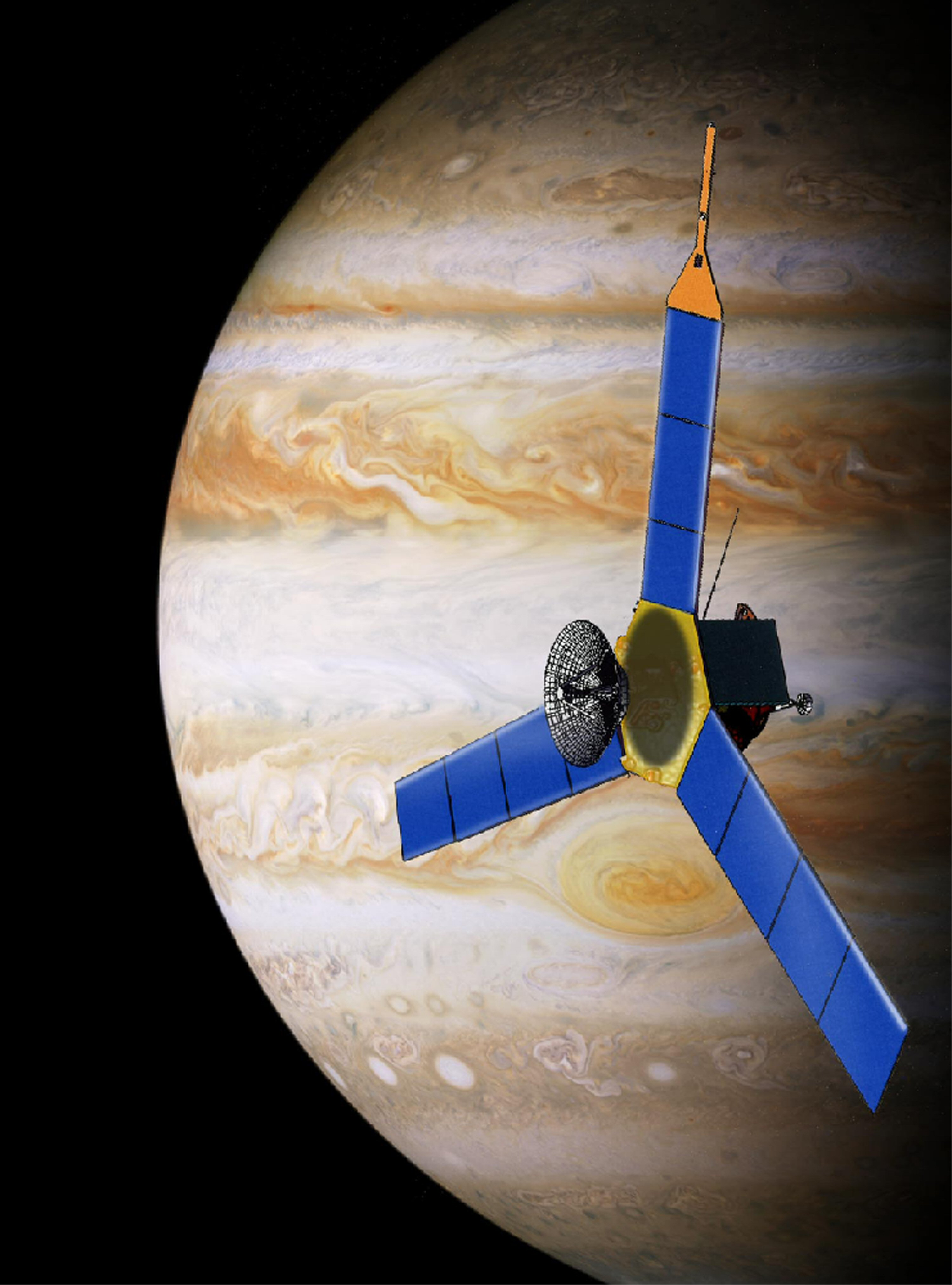
Sonda Juno

### Juno
Juno je sonda určená pro průzkum planety Jupiter, na svou misi odstartovala 5. srpna 2011. Po gravitačním manévru u Země v roce 2013 zamířila k Jupiteru. 4. července 2016 byla navedena na polární dráhu, odkud začala zkoumat magnetické pole planety.
Předchozí sonda k planetě (Galileo) získala rozsáhlé znalosti o horní atmosféře. Další studie Jupiteru má zásadní význam nejen pro pochopení původu planety a sluneční soustavy, ale také obřích extrasolárních planet obecně. Hlavní vědecké cíle mise sondy Juno k Jupiteru:
- Porozumět Jupiterovým dynamickým a strukturálním vlastnostem prostřednictvím stanovení hmotnosti a velikosti Jupiterova jádra, jeho gravitačního a magnetického pole a vnitřního proudění
- Proměření složení Jupiterovy atmosféry, zejména množství plynů schopných kondenzace (H2O, NH3, CH4 a H2S), určit teplotní profil atmosféry planety, profil rychlostí větrů a prozkoumat oblačnou pokrývku do větší hloubky, než sonda Galileo
- Prozkoumat a charakterizovat prostorové struktury Jupiterovy polární magnetosféry

### OSIRIS-REx
OSIRIS-REx (Origins Spectral Interpretation Resource Identification Security Regolith Explorer) je třetí sondou, zahrnutou do programu dne 25. května 2011. Sonda na svou misi k asteroidu 101955 Bennu odstartovala 8. září 2016 ve 23:05 UTC z odpalovací rampy 41, letecké základny Cape Canaveral na Floridě. Dne 3. prosince 2018 dorazila k asteroidu a zahájila výzkumnou fázi, během níž bude mapovat a zkoumat povrch tělesa. Návratové pouzdro s materiálem z povrchu by se mělo vrátit na Zemi o tři roky později. Vzorky by měly vědcům pomoci lépe pochopit vznik sluneční soustavy a původ složitějších molekul, potřebných pro život.

## Navrhované mise

### Venus In Situ Explorer
Sonda Venus In Situ Explorer (start nejdříve v roce 2022) by měla studovat složení a vlastnosti povrchu Venuše. Cílem je získat a charakterizovat odebraný vzorek z povrchu, určit jeho chemické a mineralogické složení. V návrhu se uvažuje buď o analýze vzorku přímo na povrchu nebo vynesení vzorku pomocí balónu do výšky s přijatelnější teplotou a tlakem a tam vzorek analyzovat.

### Lunar South Pole-Aitken Basin Sample Return
Sonda Lunar South Pole-Aitken Basin Sample Return by měla získat a dopravit na Zemi asi dva kilogramy vzorků horniny z kráteru u jižního pólu Měsíce. Vědci předpokládají, že v kráteru je původní měsíční materiál.

### Comet Surface Sample Return
Mise Comet Surface Sample Return plánuje získat a dopravit na Zemi vzorek prachu z jednoho či více míst z povrchu jádra komety, včetně jednoho v bezprostřední blízkosti aktivní oblasti, odkud uniká materiál zevnitř jádra. Podrobná studie komet slibuje možnost pochopit fyzické podmínky a chemické složení sluneční soustavy ve velmi raném stádiu, včetně rané historie vody a biogenních prvků.

## Vyloučení Marsu
Vědecké studie v rámci programu New Frontiers se nezabývají zkoumáním planety Mars, pro kterou je určen jiným způsobem financovaný program Mars Scout.